# 特洛伊 (印第安納州)
特洛伊（英語：Troy）是一個位於美國印地安納州佩里縣的城鎮。

## 人口
根據2010年美國人口普查的數據，特洛伊的面積為2.93平方千米，當中陸地面積為2.93平方千米，而水域面積為0.00平方千米。當地共有人口2915人，而人口密度為每平方千米995人。